# Ranfurly (Écosse)
Pour les articles homonymes, voir Ranfurly.
Ranfurly (Rann Feòirling en gaélique (gd)) est un village d'Écosse, situé dans le council area et région de lieutenance du Renfrewshire, situé en banlieue de Paisley. Il se trouve plus précisément dans la vallée du Strathgryfe, immédiatement au sud de Bridge of Weir.